# Renato Kehl
Renato Ferraz Kehl (Limeira, 22 de agosto de 1889 – Interior de São Paulo, 14 de agosto de 1974) foi um farmacêutico, médico, escritor e eugenista brasileiro do início do século XX. 

## Histórico
Formado pela Faculdade de Medicina do Rio de Janeiro em 1915, Renato Kehl, de estema germânico,  atuou no início de sua carreira no Departamento Nacional de Saúde Pública (DNSP), realizando atividades voltadas para o saneamento rural e a Educação higiênica e sanitária. A partir do final dos anos 1920, tornar-se-ia empresário da indústria farmacêutica, destacando-se como Diretor da Bayer no Brasil, multinacional alemã que atuava em diferentes regiões do mundo. Seu nome ficaria mais conhecido pela incansável dedicação à Eugenia, a quem chamava de "a religião da humanidade". Para o escritor Monteiro Lobato, com quem mantinha uma estreita amizade e consideráveis afinidades intelectuais, Kehl deveria ser considerado o "pai da eugenia no Brasil", tendo em vista seu empenho na organização do movimento eugênico brasileiro.
Foi eleito membro da Academia Nacional de Medicina em 1932, sucedendo Rodolpho Albino na Cadeira 93, que tem Belisário Penna como patrono.

## Renato Kehl e a eugenia no Brasil
A adesão de Renato Kehl às ideias formuladas por Francis Galton, o fundador da doutrina eugênica, possibilitou que sua trajetória fosse dedicada à organização do Movimento Eugênico Brasileiro, especialmente entre as décadas de 1910 a 1930, período em que as teorias raciais e as discussões em torno da nacionalidade brasileira estruturavam a maneira como viajantes, escritores, intelectuais e cientistas interpretavam o Brasil. 
Em 1918, com a colaboração de um grupo de médicos brasileiros, fundou a Sociedade Eugênica de São Paulo, instituição que contou com mais de uma centena de associados, entre eles Monteiro Lobato, Arnaldo Vieira de Carvalho, Afrânio Peixoto, Artur Neiva, Vital Brazil, Belisário Penna, Juliano Moreira, entre outras importantes lideranças intelectuais da época. Uma década depois criou o Boletim de Eugenia, periódico que circulou entre 1929 e 1933 e que se notabilizou pela divulgação das medidas eugênicas entre os brasileiros. Nesse mesmo período, além de colaborar com a organização do Primeiro Congresso Brasileiro de Eugenia, realizado no Rio de Janeiro, em 1929, também fundou a Comissão Central Brasileira de Eugenia, cujo objetivo era o de auxiliar o governo brasileiro em assuntos relacionados ao melhoramento eugênico do país.
Entre os anos 1910 e 1930, Renato Kehl publicou mais de uma dezena de livros sobre eugenia, com destaque para "Lições de Eugenia" (1929) e "Sexo e civilização - aparas eugênicas" (1933), obras que se caracterizariam pela maior aproximação do autor em direção à 'eugenia negativa', um modelo radical de eugenia que se caracterizava pela defesa de medidas extremas, como a esterilização eugênica dos "degenerados", o controle matrimonial e reprodutivo e a seleção racial dos imigrantes. Durante os anos 1930, sua adesão a essa eugenia mais radical levou o eugenista brasileiro a elogiar publicamente a política eugênica nazista lançada na Alemanha por Adolf Hitler.
Renato Kehl engajou-se em várias frentes na promoção da eugenia no Brasil, tornando-se uma  figura emblemática no movimento ao fundar associações, publicar inúmeros livros, escrever para diversos jornais, proferir palestras e conferências, trocar correspondências com eminentes eugenistas no exterior e criar um periódico especializado. Sua militância em prol da ciência eugênica, embora o tenha colocado em evidência, tornando-o relevante para a compreensão desse movimento em nossa história social e científica, não foi capaz de produzir, absolutamente, um consenso no entendimento das bases e propostas de aplicação da eugenia no meio intelectual da época. 

## Principais obras publicadas nos anos 1920 e 1930
- Eugenia e medicina social. Rio de Janeiro: Livraria Francisco Alves, 1920.
- Melhoremos e prolonguemos a vida: a valorização eugênica do homem. Rio de Janeiro: Livraria Francisco Alves, 1923.
- A cura da fealdade. Rio de Janeiro: Livraria Francisco Alves; 1923.
- Como escolher um bom marido. Rio de Janeiro: Livraria Francisco Alves, 1924.
- Como escolher uma boa esposa. Rio de Janeiro: Livraria Francisco Alves, 1924.
- Bíblia de Saúde. Rio de Janeiro: Livraria Francisco Alves, 1926.
- Formulário de beleza – fórmulas escolhidas. Rio de Janeiro: Editora Livraria Francisco Alves, 1927.
- Lições de eugenia. Rio de Janeiro; Livraria Francisco Alves, 1929.
- Sexo e civilização: aparas eugênicas. Rio de Janeiro : Livraria Francisco Alves, 1933.
- Por que sou eugenista? 30 anos de campanha eugênica. Rio de Janeiro: Francisco Alves, 1937.
- Pais, médicos e mestres: problemas de educação e hereditariedade. Rio de Janeiro: Francisco Alves, 1939.s
- Psicologia da Personalidade. Livraria Alves. Rio de Janeiro. 1959.